# Crispijn Ariëns
Crispijn Ariëns (Boxtel, 25 maart 1989) is een Nederlands inline-skater, marathonschaatser en langebaanschaatser uit het Noord-Brabantse Boxtel en uitkomend voor Team Reggeborgh.

## Biografie
Ariëns deed op 19-jarige leeftijd al mee aan de Wereldkampioenschappen inline-skaten 2008. Twee jaar later won hij op de Europese kampioenschappen zilveren op de 10 kilometer puntenkoers. Deze prestatie evenaarde hij op de EK 2011 waar hij boven ook nog brons won op de 1000 meter sprint en samen met Michel Mulder en Koen Verweij tweede werd op de 3000 meter aflossing. Ook de Wereldkampioenschappen inline-skaten 2011 won hij een (bronzen) medaille op puntenkoers.
In 2013 werd hij wereld kampioen bij de marathon tijdens de WK inline-skaten in Oostende.
Ook in de jaren daarna won hij regelmatig wedstrijden en draait hij mee in de top van de inline-skate marathonwereld.  Zo won hij drie keer het ONK in Hallum in 2016, 2017 en 2019. Dit betreft een zware wedstrijd over 100km door het open Friese landschap.
Het seizoen 2024 viel door een zware blessure, opgelopen bij een val tijdens een training, in het water maar na de zomer is hij weer aangesloten bij de ploeg.
Ook op de schaatsen laat Ariëns van zich spreken. Nadat hij bij de Nederlandse kampioenschappen marathonschaatsen op natuurijs 2011 al achtste was geworden maakte hij in het seizoen 2011-2012 ook enkele uitstapjes naar de lange baan. Op de 5000 meter van de NK afstanden werd hij 15e. Nadat hij dat jaar bovendien de KPN Marathon Cup won mocht hij bij de laatste twee wereldbekerwedstrijden van dat seizoen uitkomen in de massastart.
In het seizoen 2012-2013 schaatst Crispijn in het team ven De Haan en Westerhof samen met Durk Farbriek, Jouke Hoogeveen, Niels Mesu en Jan van Loon. Op 28 januari wint Crispijn de Aart Koopman Memorial. Voor Crispijn was dit de eerste overwinning van het seizoen. Twee weken later won Ariëns ook de Grand Prix Reschensee door zijn medevluchter Jens Zwitser in een sprint van 2 te kloppen. 3e werd Peter van de Pol.
In 2017 en 2023 won hij de Alternatieve Elfstedentocht Weissensee. Hij werd uitgeroepen tot Marathonschaatser van het Jaar 2017/18.

## Persoonlijke records
| Afstand      | Tijd     | Datum            | Baan       |
| ------------ | -------- | ---------------- | ---------- |
| 500 meter    | 38,58    | 14 december 2007 | Heerenveen |
| 1000 meter   | 1.15,69  | 19 november 2007 | Heerenveen |
| 1500 meter   | 1.50,65  | 17 oktober 2020  | Heerenveen |
| 3000 meter   | 3.44,94  | 19 december 2020 | Heerenveen |
| 5000 meter   | 6.22,16  | 10 oktober 2020  | Heerenveen |
| 10.000 meter | 13.14,39 | 3 november 2019  | Heerenveen |

## Resultaten

### Marathon
2010-2011
- 8e Nederlandse kampioenschappen marathonschaatsen op natuurijs 2011

2011-2012
- 15e NK afstanden
- Eindklassement KPN Marathon Cup

2012-2013
- 3e eindklassement Marathon Cup
- Aart Koopmans Memorial

1e Grand Prix Reschensee

### Langebaan
| Jaar | NK Afstanden                        | NK allround             |
| ---- | ----------------------------------- | ----------------------- |
| 2012 | 15e 5000m                           |                         |
| 2013 | 17e 5000m                           |                         |
| 2014 | 19e 5000m                           |                         |
| 2020 | 14e 5000m                           |                         |
| 2021 | 13e 5000m                           | NC15 (16e, 13e, 15e, -) |
| 2022 | 12e 5000m 10e 10000m 21e massastart |                         |